# 月刊F・S・B第12号〜BE BOP CAFE〜
『月刊F・S・B第12号〜BE BOP CAFE〜』(げっかんエフエスビーだいじゅうにごう ビー・バップ・カフェ)はFEEL SO BADの18枚目のアルバム。

## 内容
全曲の再生時間の下1桁が「0」となっている（収録時間は34分丁度）。

12ヶ月連続リリースの最終。

## 収録曲
1. やっぱイタリアン
作詞：川島だりあ・大橋雅人　作曲：大橋雅人
2. 有酸素運動
作詞・作曲：川島だりあ
3. 今夜はおしゃれして
作詞・作曲：川島だりあ
4. 叫びを聞いて
作詞・作曲：川島だりあ・大橋雅人
5. SAKEBI
作詞・作曲：大橋雅人
6. 夏炸裂大爆発
作詞：川島だりあ・山口昌人　作曲：山口昌人
7. 誇り高く
作詞・作曲：大橋雅人
8. 未来は変幻自在
作詞・作曲：山口昌人
9. 天気雨の仕業
作詞：川島だりあ　作曲：山口昌人
10. 夏の夜の夢
作詞・作曲：倉田冬樹
11. ポチとドライブ〜幸せにならなくちゃ〜
作詞：川島だりあ・大橋雅人　作曲：大橋雅人